# Aeroportul Internațional General Leobardo C. Ruiz
Aeroportul Internațional General Leobardo C. Ruiz (IATA: ZCL, ICAO: MMZC) este un aeroport din Zacatecas, Mexic ce deservește zona Zacatecas⁠(d). Aeroportul a fost tranzitat în 2023 de 443.582 de pasageri.
Situat la o altitudine de 2.177 m, aeroportul dispune de 1 pistă. Este operat de Grupo Aeroportuario Centro Norte⁠(d).

## Infrastructură

### Piste
Aeroportul dispune de o singură pistă. Pista are orientarea 02/20. 